# International Agency for Research on Cancer
International Agency for Research on Cancer (IARC) är Världshälsoorganisationens och Förenta Nationernas samarbetsorganisation som utför och samordnar både laboratorie- och epidemiologisk forskning för att internationellt bekämpa cancer. IARC har sitt huvudkontor i Lyon i Frankrike.
IARC:s fyra huvudmål är att övervaka global cancerförekomst, identifiera cancerorsaker, klarlägga mekanismer för canceruppkomst och utveckla forskningsstrategier för cancerkontroll. IARC:s program syftar till att finna sätt att förebygga cancer. Både primär prevention och tidig upptäckt av cancer inkluderas.